# Liste der Kulturdenkmäler in Bubenheim (Pfalz)
In der Liste der Kulturdenkmäler in Bubenheim sind alle Kulturdenkmäler der rheinland-pfälzischen Ortsgemeinde Bubenheim aufgeführt. Grundlage ist die Denkmalliste des Landes Rheinland-Pfalz (Stand: 27. November 2018).

## Einzeldenkmäler
| Bezeichnung                  | Lage                                        | Baujahr                 | Beschreibung | Bild                           |
| ---------------------------- | ------------------------------------------- | ----------------------- | --- | ------------------------------ |
| Toranlage                    | Großer Hof, ohne Nummer Lage                | um 1491                 | spätgotische Toranlage, Bruchstein, um 1491; spätbarockes Kruzifix, 1782, Korpus wohl aus dem frühen 19. Jahrhundert                                              | Fotos hochladen                |
| Wohnhaus                     | Hauptstraße 12 Lage                         | 18. Jahrhundert         | spätbarockes Wohnhaus, teilweise Fachwerk (verkleidet), 18. Jahrhundert                                                                                           | Fotos hochladen                |
| Hofanlage                    | Hintergasse 1 Lage                          | 18. Jahrhundert         | Vierseithof, 18. Jahrhundert; barockes Eckwohnhaus, teilweise Fachwerk, bezeichnet 1709, Toranlage mit Walmdach, Bruchsteinscheune mit Krüppelwalmdach            | Fotos hochladen                |
| Protestantischer Glockenturm | Kirchgasse ohne Nummer Lage                 | 1903/04                 | fünfgeschossiger historisierender Putzbau, Treppengiebel, 1903/04, Architekt W. Weber, Kaiserslautern; ortsbildprägend                                            | Fotos hochladen                |
| Katholische Kirche           | Kirchgasse 1 Lage                           | um 1060                 | frühromanischer Saalbau, dendrodatiert um 1060, Erneuerung bezeichnet 1163, barocker Dachreiter, zweite Hälfte des 18. Jahrhunderts, wohl barocker Sakristeianbau | weitere Bilder Fotos hochladen |
| Grabsteine                   | Kirchgasse, bei Nr. 1 auf dem Kirchhof Lage | 18. und 19. Jahrhundert | Grabsteine des 18. und 19. Jahrhunderts | BW                             |